# Cremastus spectator
Cremastus spectator är en stekelart som beskrevs av Johann Ludwig Christian Gravenhorst 1829. Cremastus spectator ingår i släktet Cremastus och familjen brokparasitsteklar. Enligt den finländska rödlistan är arten nära hotad i Finland. Arten är reproducerande i Sverige. Artens livsmiljö är kulturmarker och andra av människan skapade miljöer. Inga underarter finns listade i Catalogue of Life.